# Jelena Wladimirowna Sobolewa

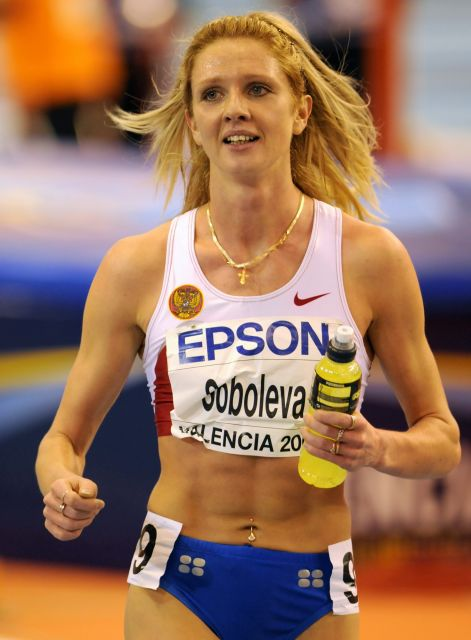
Jelena Sobolewa bei den Hallenweltmeisterschaften 2008

Jelena Wladimirowna Sobolewa (russisch Елена Владимировна Соболева, engl. Transkription Yelena Soboleva; * 3. Oktober 1982 in Brjansk) ist eine ehemalige russische Mittelstreckenläuferin.

## Sportliche Karriere
Nach einem sechsten Platz im 1500-Meter-Lauf bei den U23-Europameisterschaften 2003 gelang Sobolewa 2005 der Durchbruch in die Weltklasse. Bei den Weltmeisterschaften 2005 in Helsinki dominierten die vier Russinnen Tatjana Tomaschowa, Julija Tschischenko, Olga Jegorowa und Sobolewa das 1500-Meter-Rennen. Sobolewa verrichtete die Führungsarbeit bis zur letzten Runde, dann sprinteten Tschischenko und Maryam Yusuf Jamal aus Bahrain an die Spitze. Während Tomaschowa beide überholte, drängte Tschischenko Jamal von der Laufbahn. Im Ziel lagen Tomaschowa, Tschischenko und Jegorowa vorn. Eine Sekunde hinter Jegorowa spurteten die Französin Bouchra Ghezielle und Sobolewa mit Jamal um die Plätze und kamen innerhalb von vier Hundertstelsekunden ins Ziel. Nach einem Protest der Mannschaftsleitung aus Bahrain wurde Tschischenko wegen Behinderung von Jamal disqualifiziert. Ghezielle erhielt die Bronzemedaille und Sobolewa war nun Vierte mit 4:02,48 min und 0,01 Sekunden Vorsprung auf Jamal auf Platz fünf.
Im Februar 2006 gewann Sobolewa in Moskau bei den Russischen Meisterschaften vor Tschischenko. Mit ihrem dabei erzielten Hallenweltrekord von 3:58,28 min war Sobolewa Favoritin für die Hallenweltmeisterschaften in Moskau, die einen Monat später stattfinden sollte. Bei den Weltmeisterschaften gewann aber Tschischenko, Sobolewa wurde in 4:05,21 min Zweite vor Jamal. Im Juni gewann Sobolewa auch im Freien die russische Meisterschaft in Tula vor Walentina Pantelejewa und Olga Jegorowa. Anfang Juli stellte Sobolewa beim Meeting Gaz de France als Zweite hinter Tschischenko mit 3:56,43 min ihre persönliche Bestleistung auf. Für die Europameisterschaften in Göteborg nominierte der russische Verband die beiden Weltmeisterinnen Tomaschowa und Tschischenko sowie die Russische Meisterin Sobolewa. Im Finale machte Sobolewa Tempo für ihre Mannschaftskolleginnen und nach einem sehr schnellen Rennen gewann Tomaschowa vor Tschischenko. Sobolewa wurde in 4:00,36 min Vierte hinter der Bulgarin Daniela Jordanowa, die auf der Zielgeraden noch an ihr vorbeigezogen war.

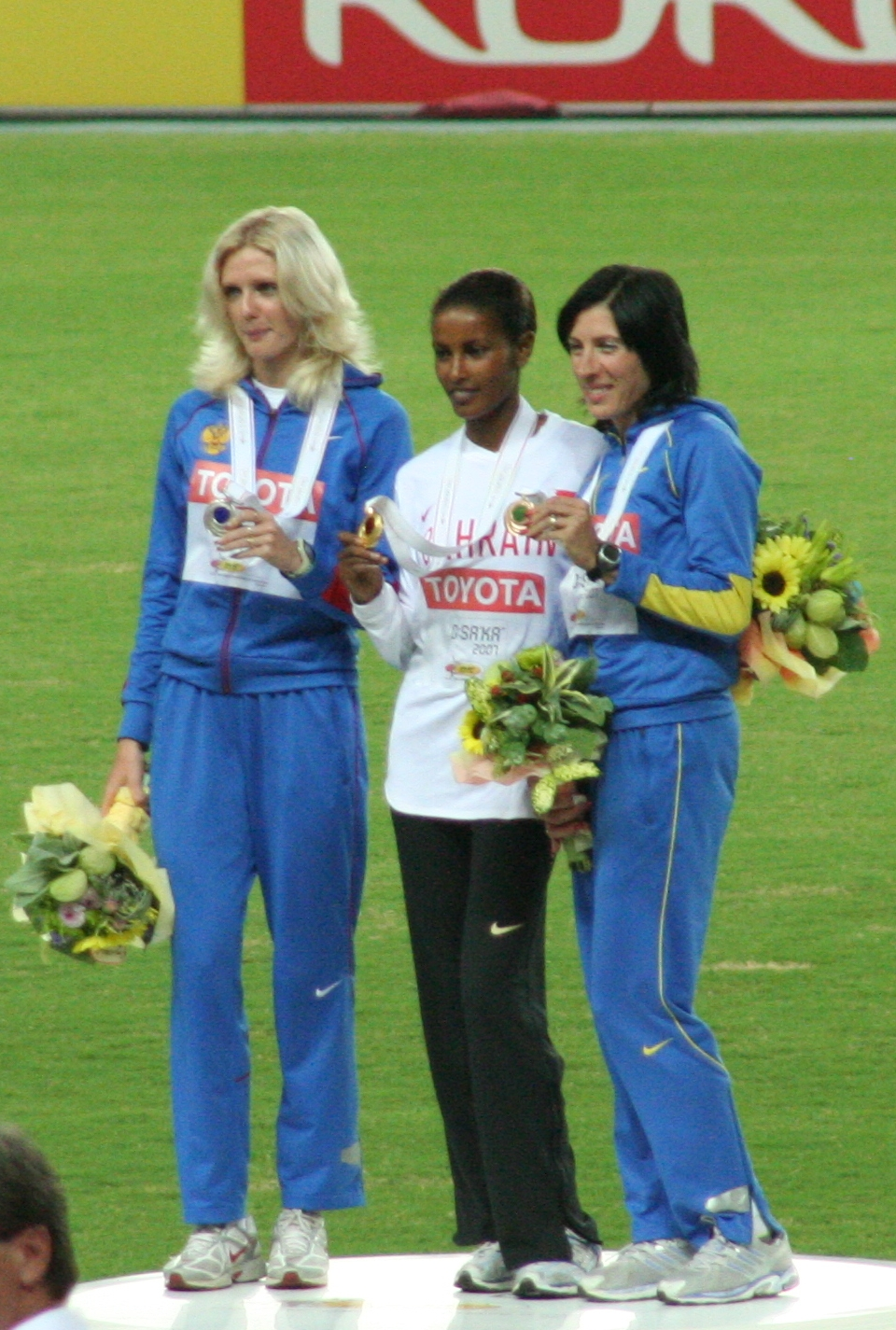
Sobolewa (links) bei den Weltmeisterschaften 2007, die Silbermedaille wurde später aberkannt

2007 führte Sobolewa die Jahresweltbestenliste mit 3:57,30 min an, die sie Ende Juni in Moskau gelaufen war. Beim schnellsten Meeting des Jahres am 2. Juli in Athen siegte Sobolewa in 3:58,30 min vor Jamal. Bei den Weltmeisterschaften in Ōsaka wurde wieder ein recht schnelles Rennen gelaufen, allerdings ließ sich Jamal in keiner Phase des Finales auf einen Zweikampf mit den Russinnen ein, sondern spurtete auf der Zielgeraden außen vorbei. Jamal gewann letztlich in 3:58,75 min vor Sobolewa in 3:58,99 min. Auch beim Leichtathletik-Weltfinale in Stuttgart siegte Jamal vor Sobolewa, die damit als Weltjahresbeste die beiden prestigeträchtigsten Rennen des Jahres gegen Jamal verlor.
Am 10. Februar 2008 verbesserte sie bei den Russischen Hallenmeisterschaften ihren 1500-m-Weltrekord auf 3:58,05 min, und bei den Hallenweltmeisterschaften in Lissabon holte sie den Titel mit einem weiteren Weltrekord (3:57,71 min). Am 18. Juli lief sie mit 1:54,85 min die schnellste Zeit einer Frau über 800 m seit neun Jahren.
Jelena Sobolewa startete für Luch Moskau und hatte bei einer Körpergröße von 1,76 m ein Wettkampfgewicht von 66 kg.

### Dopingsperre 2008
Wenig später, eine Woche vor Beginn der Olympischen Spiele 2008 in Peking, wurde sie wegen Verstoßes gegen die Anti-Doping-Richtlinien vorläufig von der IAAF gesperrt. Ihr und sechs weiteren russischen Athletinnen wurde aufgrund von DNA-Analysen nachgewiesen, bei Dopingtests in betrügerischer Absicht Urin anderer Personen abgeliefert zu haben. Die manipulierten Proben stammten aus dem Frühjahr 2007. Daraufhin wurden alle Ergebnisse seit dem 26. April 2007 annulliert, wodurch ihr die Medaillen von den Weltmeisterschaften 2007 und Hallenweltmeisterschaften 2008 sowie ihre beiden Hallenweltrekorde aus diesem Zeitraum aberkannt wurden. 2008 gab der russische Verband bekannt, dass der Beginn der fälligen zweijährigen Sperre auf den April 2007 festgelegt würde, womit Sobolewa bei den Weltmeisterschaften 2009 hätte starten können. Die IAAF klagte dagegen vor dem Internationalen Sportgerichtshof CAS und bekam im Juli 2009 Recht, so dass die nun auf zwei Jahre und neun Monate festgelegte Sperre von Juli 2008 bis April 2011 galt.

### Dopingsperre 2021
Ende März 2020 teilte die unabhängige Integritätskommission AIU des Weltleichtathletikverbandes World Athletics mit, dass sie auf der Grundlage von Belegen aus dem McLaren-Report ein Verfahren gegen Kondratjewa eingeleitet habe. 2021 wurde sie vom Internationalen Sportgerichtshof CAS für acht Jahre gesperrt. Außerdem wurden alle Ergebnisse zwischen dem 1. Mai 2011 und dem 15. Dezember 2016 gestrichen.

## Bestzeiten
- 800 m: 1:57,28 min, 24. Juni 2006, Schukowski
  - Halle: 1:58,53 min, 4. Februar 2006, Moskau
- 1000 m: 2:36,50 min, 23. August 2005, Linz
  - Halle: 2:32,40 min, 25. Januar 2006, Moskau
- 1500 m: 3:56,43 min, 8. Juli 2006, Saint-Denis
  - Halle: 3:58,28 min, 18. Februar 2006, Moskau
- 3000 m: 8:55,89 min, 27. Mai 2005, Sotschi